# Hadjina obscura
Hadjina obscura är en fjärilsart som beskrevs av George Francis Hampson 1918. Hadjina obscura ingår i släktet Hadjina och familjen nattflyn. Inga underarter finns listade i Catalogue of Life.